# Белоногово (Курганская область)
Белоногово — село в Куртамышском районе Курганской области России. В рамках организации местного самоуправления входит в муниципальное образование Куртамышский муниципальный округ (с 2005 до 2021 гг. — муниципальный район).

## География
Село находится в южной части области, в пределах юго-западной части Западно-Сибирской равнины, в лесостепной зоне, у озёр Домашнее, Форштатское, Федосеево и других.

### Климат
Климат характеризуется как континентальный, с холодной продолжительной малоснежной зимой и тёплым сухим летом. Среднегодовая температура — −1 °C. Средняя температура воздуха самого холодного месяца (января) составляет −17,7 °C (абсолютный минимум — −49 °С); самого тёплого месяца (июля) — 19 °C (абсолютный максимум — 41 °С). Безморозный период длится 113 дней. Годовое количество атмосферных осадков — 344 мм, из которых 190—230 мм выпадает в вегетационный период. Продолжительность периода с устойчивым снежным покровом равна 161 дню.

## История
Основано старообрядцами в середине 18 века, землепашцами Шадринского и Окунёвского дистриктов.

### Административно-территориальная принадлежность
Белоноговский сельсовет во главе с Белоногово образован в 1917 году в Косулинской волости Челябинского уезда. В 1918 году из-за Колчака совет был ликвидирован, осенью 1919 г. был образован вновь в Становской волости Челябинского уезда. С 1921—1923 г.г. относился к Косулинскому району Челябинского уезда, с 1924—1929 к Долговскому району. По данным на 1926 год состояло из 205 хозяйств. С 1925 г. наименовался «Белоноговский сельский совет рабочих крестьянских и красноармейских депутатов», с 1930 г. относился к Куртамышскому району Уральской области, с 1933 г. Куртамышскому району Челябинской области. С 1939 г. переименован «Белоноговский совет депутатов трудящихся», с 1943 г. относился к Куртамышскому району Курганской области, с 1944 г. к Косулинскому району Курганской области. С 1959 г., после упразднения района, в Косулинском сельсовете. С 1974 г. село во вновь образованном Белоноговском сельсовете Куртамышского района Курганской области.
До 24 мая 2021 года, согласно Закону Курганской области от 12 мая 2021 года № 48, административный центр Белоноговского сельсовета, упразднённый в связи с преобразованием муниципального района в муниципальный округ.

## Население
| 1989 | 2002 | 2010 |
| ---- | ---- | ---- |
| 525  | ↘523 | ↘443 |

### Национальный и гендерный состав
По данным переписи 1926 года в селе проживало 1370 человек (601 мужчина и 769 женщин), в том числе: русские составляли 100 % населения.
Согласно результатам переписи 2002 года, в национальной структуре населения русские составляли 95 % из 523 чел., из них 238 мужчин, 285 женщин.

## Инфраструктура
Личное подсобное хозяйство.
Основа экономики — сельское хозяйство.
Есть ФАП, Отделение почты, 2 Магазина, Белоноговская ООШ, Белоноговский Детский Сад (не функционирует), Белоноговский музей, Центр старообрядческой культуры «Истоки», Дом культуры, Библиотека, Обелиск войнам из с. Белоногово, погибшим во время ВОВ, 1 Колхоз(не функционирует).

## Транспорт
Село доступно автотранспортом.